# 가디언스 오브 더 갤럭시 - 미션: 브레이크아웃!

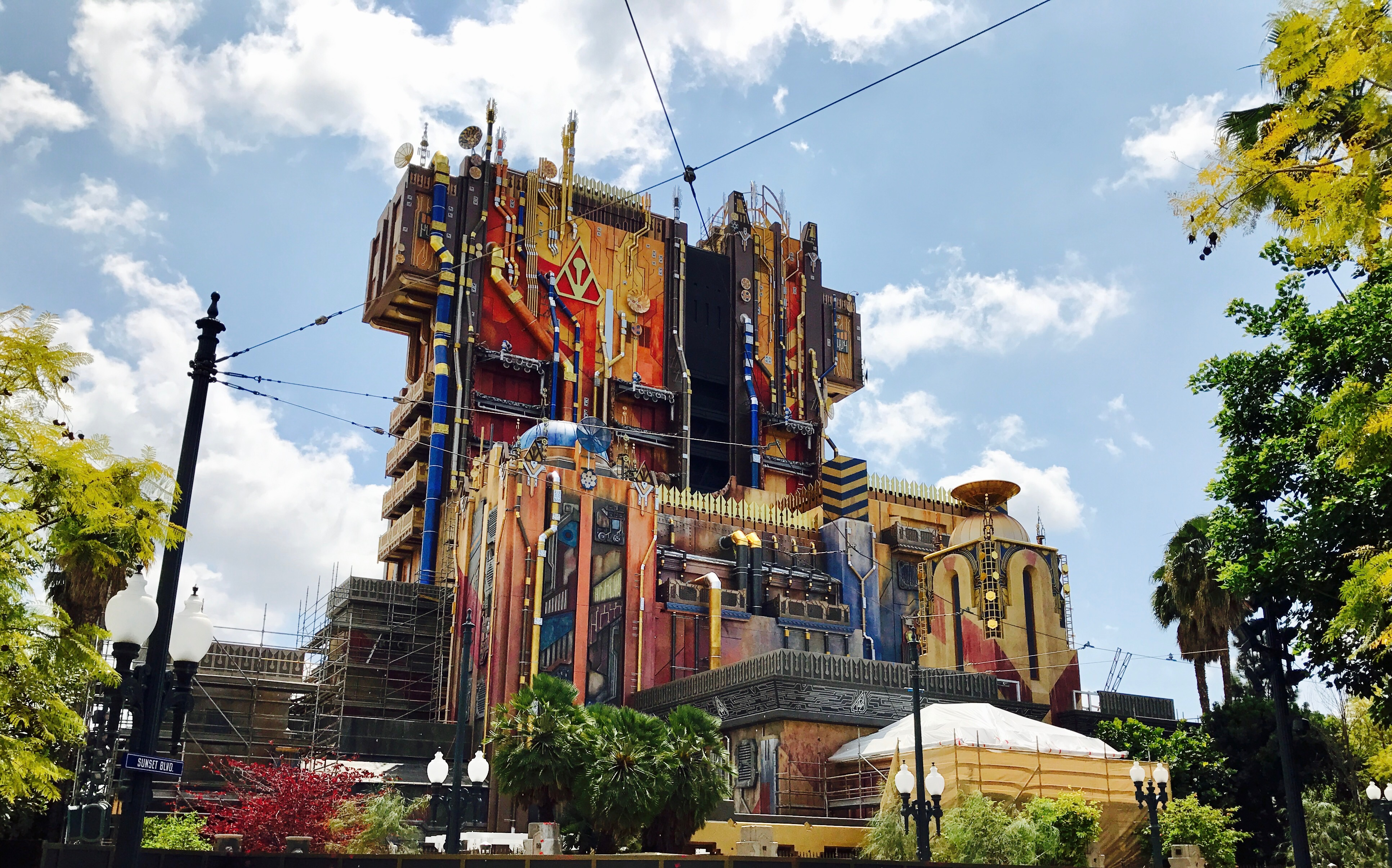

가디언스 오브 더 갤럭시 - 미션: 브레이크아웃!(영어: Guardians of the Galaxy – Mission: BREAKOUT!)은 미국 캘리포니아주 디즈니랜드 리조트 디즈니 캘리포니아 어드벤처에 있는 자이로드롭 놀이기구로, 2017년에 운행을 시작할 예정이다. 이 놀이기구는 트와일라이트 존 타워 오브 테러를 새로 재테마화한 것으로, 영화 《가디언즈 오브 갤럭시》를 테마로 하고 있으며, 등장인물 스타로드, 가모라, 드랙스, 그루트, 로켓, 컬렉터가 등장할 예정이다. 놀이기구의 오픈에 맞춰 《가디언즈 오브 갤럭시 2》도 공개될 예정이다.